# 山田信夫 (歌手)
山田 信夫（やまだ のぶお、別名：NoB、1964年1月20日 - 2025年8月9日）は、日本の歌手、作詞家、作曲家、編曲家。大阪府出身。

## 略歴
1983年（昭和58年）、「LOUDNESS」のドラムス、樋口宗孝のソロアルバム『破壊凱旋録』およびハードロックユニット『M'tFUJI』のアルバムにボーカルとして参加。
1984年（昭和59年）4月1日、ハードロックバンド「MAKE-UP」のヴォーカルとしてメジャー・デビュー。同バンドでは4枚のアルバムをリリース。
1986年（昭和61年）、セッションバンド・うるさくてゴメンねBANDに参加。バンドのメンバーは鳴瀬喜博（ベース）、そうる透（ドラム）、松本孝弘（ギター）、カルメンマキ（ツイン・ヴォーカル）など。ビクターからライブ・アルバムをリリース。
GRAND PRIX、PATAと組んだP.A.F、ソロ・ヴォーカリストとしての活動を経た後、URUGOME、OSAMU METAL 80's等のバンドでヴォーカルを担当した。NoBの名はソロ活動時から使用している。
音楽プロデューサーとしても活動し、No?Yes!!（「COMPLEX」）や、プロデュース・ユニットM.N.R.G.として、鈴木紗理奈（「シャレになんない」、「Boo Bee MAGIC」）、D-SHADE、VANITYなどを手がけていた。
2005年（平成17年）には、自身がプロデュースしたギタリスト・岩崎貴文が『魔法戦隊マジレンジャー』の主題歌に抜擢されたのが縁で挿入歌の歌手に起用され、2006年（平成18年）の『轟轟戦隊ボウケンジャー』の主題歌担当に抜擢されるなど、MAKE-UP時代の『聖闘士星矢』以来のアニメ、特撮の世界にも進出。
2009年（平成21年）、「EARTHSHAKER」の石原慎一郎とDr.Metal Factoryを結成し、J-POPの楽曲をヘヴィメタル調にカヴァーしたアルバム『カヴァメタ Now』、『カヴァメタ Then』のアルバム2枚を立て続けに発表した。
2010年（平成22年）、『天装戦隊ゴセイジャー』で2度目の戦隊主題歌担当。スーパー戦隊シリーズの主題歌を2回以上担当するのは、ささきいさお、MoJo、影山ヒロノブ、佐藤健太、サイキックラバーに次いで6組目。
2012年（平成24年）、MASAKI（ベース）、白田一秀（ギター、元PRESENCE、GRAND SLAM）、JOE（ドラム、DASEIN）、清水賢治（キーボード）とDAIDA LAIDAを結成。
2024年4月、脳腫瘍を患い、出演予定であった海外公演を取り止めて治療とリハビリを行っていることを公式ホームページにて報告した。
2025年2月25日、7年前に腎臓がんと診断されたことを公式ホームページにて報告した。
同年8月9日、腎臓がんのため死去。61歳没。

## 作品

### アルバム
| 発売           | タイトル       | 規格品番    | レーベル                                 | 備考             |
| -------------- | -------------- | ----------- | ---------------------------------------- | ---------------- |
| 1994年4月16日  | NoB 1st.       | POCH-1330   | ポリドール                               |                  |
| 2006年10月18日 | HISTORY OF NoB | COZX-229/30 | コロムビアミュージックエンタテインメント | ベスト・アルバム |
| 2018年7月4日   | No Regrets     | JTCD-0008   | JT STUDIO akihabara                      |                  |

### シングル
| 発売           | タイトル                                   | 規格品番    | レーベル                                 | 備考                 |
| -------------- | ------------------------------------------ | ----------- | ---------------------------------------- | -------------------- |
| 1993年10月20日 | いつだって逢いたい                         | PODH-1165   | ポリドール                               |                      |
| 1994年2月2日   | 息もつまるほどに愛しくて                   | PODH-1180   | ポリドール                               |                      |
| 1994年6月22日  | 君のために僕のために                       | PODH-1216   | ポリドール                               |                      |
| 2006年3月8日   | 轟轟戦隊ボウケンジャー/冒険者 ON THE ROAD  | COCC-15845  | コロムビアミュージックエンタテインメント | スプリット・シングル |
| 2010年3月17日  | 天装戦隊ゴセイジャー/ガッチャ☆ゴセイジャー | COCC-16351  | コロムビアミュージックエンタテインメント | スプリット・シングル |
| 2019年3月20日  | 騎士竜戦隊リュウソウジャー【限定盤】       | COCC-17600  | 日本コロムビア                           | スプリット・シングル |
| 2019年10月23日 | 闘魂（ファイト）！ケモナーマスク           | COZC-1591/2 | 日本コロムビア                           | with ケモナーマスク  |

### その他・参加楽曲
- 炎神戦隊ゴーオンジャー（2008年）
  - BANG! BANG! ゴーオンジャー
  - BANG! BANG! ゴーオンジャー -BAND! Bang!-MIX-
- 天装戦隊ゴセイジャー（2010年）
  - 降臨! ゴセイグレート
  - ゴセイアルティメット〜希望の樹の華
- 海賊戦隊ゴーカイジャー（2011年）
  - スーパー戦隊 ヒーローゲッター ※Project.Rの一員として参加
  - 完成! 豪獣神
  - スーパー戦隊 ヒーローゲッター〜199ver. ※Project.Rの一員として参加
  - スーパー戦隊 ヒーローゲッター〜Now & Forever ver. ※Project.Rの一員として参加
- 特命戦隊ゴーバスターズ（2012年）
  - Perfect Mission
- 獣電戦隊キョウリュウジャー（2013年）
  - KYORYUZIN
- 動物戦隊ジュウオウジャー（2016年）
  - スーパー戦隊ヒーローゲッター2016 ※Project.Rの一員として参加
  - 動物合体！ジュウオウキング ※Project.Rの一員として参加
  - ジュウオウFight!
- 宇宙戦隊キュウレンジャー（2017年）
  - 巨大宇宙戦艦バトルオリオンシップ ※Project.Rの一員として参加
- 仮面ライダーアマゾンズ THE MOVIE 最後ノ審判（2018年）
  - EAT, KILL AL  ※Project.Rの一員として参加
- 王様戦隊キングオージャー（2023年）
  - Just we go

他、多数

## タイアップ一覧
| 使用年 | 曲名                            | タイアップ                                                 |
| ------ | ------------------------------- | ---------------------------------------------------------- |
| 1993年 | いつだって逢いたい              | テレビ朝日系『ビートたけしのTVタックル』エンディングテーマ |
| 1994年 | 息もつまるほどに愛しくて        | テレビ朝日系『世界とんでも!?ヒストリー』エンディングテーマ |
| 1994年 | 君のために 僕のために           | テレビ朝日系『目撃!ドキュン』エンディングテーマ            |
| 1994年 | This Time                       | テレビ朝日系『Jリーグ中継』テーマ曲                        |
| 2005年 | 魔導騎士ウルザード              | テレビ朝日系『魔法戦隊マジレンジャー』挿入歌               |
| 2006年 | 轟轟戦隊ボウケンジャー          | テレビ朝日系『轟轟戦隊ボウケンジャー』オープニングテーマ   |
| 2006年 | ボウケンジャー GO ON FIGHTING!  | テレビ朝日系『轟轟戦隊ボウケンジャー』挿入歌               |
| 2006年 | Start up! 〜絆〜                | テレビ朝日系『轟轟戦隊ボウケンジャー』挿入歌               |
| 2019年 | 闘魂（ファイト）!ケモナーマスク | テレビアニメ『旗揚!けものみち』オープニングテーマ          |

## 楽曲提供

### 作曲・編曲
- 幡野智宏「究極! 無敵!! キュウレンジャー」（『宇宙戦隊キュウレンジャー』挿入歌）

### 作曲
- 小林太郎
  - Armour Zone（『仮面ライダーアマゾンズ』シーズン1主題歌）
  - DIE SET DOWN（『仮面ライダーアマゾンズ』シーズン2主題歌）
- つるの剛士「5 together! ゼンカイジャー」（『機界戦隊ゼンカイジャー』挿入歌）

他、多数

## コーラス参加
- 最上蒼太(三上真史)「BLUE for you」（『轟轟戦隊ボウケンジャー』キャラクターソング）
- 松本梨香「ベストウイッシュ!」（『ポケットモンスター ベストウイッシュ』OP）

他、多数